# Jánosvágása
Jánosvágása (1899-ig Hankócz, szlovákul: Hankovce) község Szlovákiában, az Eperjesi kerület Homonnai járásában.

## Fekvése
Homonnától 11 km-re északra, a Laborc jobb partján, az 559-es út mentén fekszik.

## Története
A települést a 16. század második felében alapították. 1567-től „Hankóc” néven említik írott források, a homonnai uradalomhoz tartozott. 1714-ben 11 háztartás volt a faluban. A 18. században a Dravetzko és Csáky családok birtoka. 1787-ben 40 házát 352-en lakták.
A 18. század végén Vályi András így ír róla: „HANKÓTZ. Hankóvcze. Tót falu Zemplén Várm. földes Ura G. Csáky Uraság, lakosai katolikusok, fekszik Homonnához mint egy 1 2/4 mértföldnyire, Lyubissának filiája, határja három nyomásbéli, leg inkább gabonát, zabot, középszerűen pedig búzát, árpát, és tengerit terem, határja többnyire hegyekből áll, erdője meglehetős, fuhározásból is élnek, piatzok Homonnán.”
1828-ban 60 házában 448 lakos élt. A 19. században az Andrássyaké. Lakói állattartással és erdei munkákkal foglalkoztak.
Fényes Elek 1851-ben kiadott geográfiai szótárában így ír a faluról: „Hankocz, tót falu, Zemplén vmegyében, Lyubisse fil. 371 romai, 50 g. kath., 20 zsidó lak., 598 h. szántófölddel. F. u. gr. Csáky. Ut. p. Nagy-Mihály.”
Borovszky Samu monográfiasorozatának Zemplén vármegyét tárgyaló része szerint: „Jánosvágása, azelőtt Hankócz. Laborczmenti tót kisközség 79 házzal és 389 róm. kath. vallású lakossal. Postája, távírója és vasúti állomása Koskócz. A homonnai uradalom tartozéka volt s 1611-ben Telegdy Borbálát, 1747-ben Dravetzky Lászlót is némely részei birtokába iktatják. Újabbkori birtokosai a gróf Csákyak voltak, majd a gróf Andrássyak és most is gróf Andrássy Tivadarnak van itt nagyobb birtoka. A faluban nincs templom.”
1920 előtt Zemplén vármegye Homonnai járásához tartozott.

## Népessége
| Év:            | 1994. | 2004.   | 2014.   | 2024.   |
| -------------- | ----- | ------- | ------- | ------- |
| Emberek száma: | 557   | 567     | 536     | 487     |
| Eltérés:       |       | +1,79 % | -5,46 % | -9,14 % |

| Év:            | 2023. | 2024.   |
| -------------- | ----- | ------- |
| Emberek száma: | 486   | 487     |
| Eltérés:       |       | +0,20 % |

1910-ben 382, túlnyomórészt szlovák lakosa volt.
2001-ben 586 lakosából 582 szlovák volt.
2011-ben 542 lakosából 535 szlovák.

## Nevezetességei
- Szűz Mária tiszteletére szentelt római katolikus temploma.
- A falut festői környezete teszi kedveltté a turisták körében. A nyári időszakban gyermektáborokat szerveznek a területén.